# Mistress America
Mistress America is een Amerikaanse film uit 2015, geschreven en geregisseerd door Noah Baumbach. De film ging in wereldpremière op 24 januari op het Sundance Film Festival.

## Verhaal
Tracy, een eenzame eerstejaarsstudente aan de universiteit in New York waar de ervaringen op de universiteit en het uitgangsleven in de metropool niet zijn zoals ze zich voorgesteld had. Wanneer ze Brooke ontmoet, haar toekomstige stiefzuster en wonende op Times Square, gaat en heel nieuwe opwindende wereld voor haar open. Ze laat zich graag meenemen bij de impulsieve daden van haar avontuurlijke vriendin.

## Rolverdeling
| Acteur       | Personage |
| ------------ | --------- |
| Greta Gerwig | Brooke    |
| Lola Kirke   | Tracy     |